# Комплекс з виробництва добрив у Парадіп (IFFCO)
Комплекс з виробництва добрив у Парадіп (IFFCO) – виробничий майданчик, який діє у штаті Одіша в районі порту Парадіп та наразі належить компанії Indian Farmers Fertiliser Cooperative Ltd (IFFCO).
В 1999 (за іншими даними – 2000) році у Парадіпі почав свою роботу завод компанії Oswal Chemicals and Fertilizers, який міг випускати діамонійофсфат в обсягах 1920 тисяч тон на рік.
Майже одразу власник стрівся із проблемами зі сторони місцевого населення, які звинувачували підприємство у забрудненні навколішнього середовища. Як наслідок, вже у 2005-му завод викупила корпорація Indian Farmers Fertiliser Cooperative Ltd, що змогла забезпечити його стабільну роботу. 
Один з двох головних компонентів для продукування діамонійфосфату – фосфорну кислоту – продукують на самому заводі на лінії потужністю 875 тисяч тон на рік. Зазначену кислоту отримують шляхом обробки імпортованих фосфатів (Індія практично не володіє родовищами цієї корисної копалини) сульфатною кислотою, при цьому майданчик має і власне виробництво сульфатної кислоти річною продуктивністю 2310 тисяч тон. Втім, при потребі та в залежності від цінової ситуації на ринку завод може закуповувати сульфатну кислоту, наприклад, в 2019-му обсяги таких операцій склали 504 тисячі тон. В 2021-му на майданчику почали будівництво ще однієї установки з випуску сульфатної кислоти продуктивністю 2000 тон на добу, введення якої в експлуатацію планувалось на 2023 рік.
Окрім фосфатів завод імпортує аміак (другий головний компонент для випуску діамонійфосфату) та сірку.
Для забезпечення енергетичних потреб завод має власну теплоелектроцентраль.